# Agostino Bassino
Agostino Bassino (Macerata, 10 ottobre 1874 – Roma, 24 marzo 1950) è stato un avvocato e politico italiano.

## Biografia
Nato a Macerata da una famiglia di origine abruzzese consegue la laurea in giurisprudenza a Torino nel 1898 per poi stabilirsi a Chieti, dove apre uno studio legale e inizia ad interessarsi alla vita politica. Consigliere comunale e provinciale, viene eletto deputato nel collegio della città nel 1921. Antifascista di orientamento liberale dopo la marcia su Roma si pone all'opposizione del governo Mussolini e rifiuta di ricandidarsi alle successive elezioni del 1924. Dopo una iniziale attività di opposizione locale a Chieti, che gli vale la persecuzione da parte dei fascisti e la sorveglianza dell'OVRA, si ritira a vita privata dedicandosi all'esercizio della professione fino alla morte.